# ミヤギノハギ
ミヤギノハギ（宮城野萩、学名: Lespedeza thunbergii または Lespedeza thunbergii subsp. thunbergii f. thunbergii）とはマメ科ハギ属の植物のひとつ。別名は、リュウキュウハギ。日本の宮城県で県花に指定されている。

## 名称
和名の由来は、宮城県に多く自生することから、歌枕の宮城野の萩にちなんで命名されたとも、単なる美称ともいわれる。歌枕のほうは特定の一種を指すものではなく、宮城野に萩が生えている風景からきたものである。

## 特徴
日本特産で、本州の東北地方、北陸地方、中国地方に分布する。北海道から九州まで分布するという説もある。山野に生える。よく園芸用として栽培され庭木として盛んに植えられるが、野生では見当たらず、起源については定かではないという説もある。
落葉広葉樹の低木で、ヤマハギよりもやや小ぶりで高さは1 - 2メートル (m) になり、枝は地面につくほどしだれる。葉は3出複葉で互生する。小葉は長さ2 - 6センチメートル (cm) の楕円形で、両端がとがっている。
開花期は6 - 9月。葉のわきから総状花序を出して紫紅色の花を多数つける。花は蝶形で、長さは12 - 15ミリメートル (mm) ほどある。果期は10月。果実は豆果で、長さ10 mmの広楕円形をしている。
ミヤギノハギは変異が多い。白い花をつけるシラハギ（別名シロバナハギ）は亜種（L. t. subsp. thunbergii f. alba）または変種（L. t. var. albiflora）とされ、紅紫色の花とともに好まれる。ケハギはミヤギノハギの亜種 (L. t. subsp. patens)。

## 利用
各地で観賞用に、また家畜の飼料としても用いられてきた。細い枝が垂れて細かい花がたくさん咲く様子が好まれて、寺の庭などにも植えられる。庭木として植栽されたものは、冬に地際で切り戻して、春に新しい枝を萌芽させて更新する。
家畜の飼料としては、マメ科植物のため栄養価が高く、東北地方の少数の戸飼いだった時代にはススキ草原（茅場）に牛や馬を放牧しておいて一緒に生えるハギが食べられてしまっても、またすぐに芽を出して伸びることなど、再生力が強いことも好都合であった。
生える場所を選ばず、礫が多い斜面や乾燥しやすい場所でも生える性質は好都合で、切り通しなど道路に向いた斜面に植えたり、植えなくても自然に斜面を覆って、格好のグラウンドカバーとなる。

## 文化
花札の絵柄に猪と一緒に描かれている植物としてもよく知られている。またハギは秋の七草の中のひとつである。
花を愛でる秋の行楽の対象として、日本各地にその名勝があり、宮城県で萩公園とよばれる場所や、仙台市野草園、東京都亀戸の龍眼寺（通称：萩寺）があるほか、墨田区の向島百花園には「萩のトンネル」がある。あきる野市の大悲願寺は白萩の名所で知られ、八王子市の長福寺は2500株を擁する関東随一の萩の名所である。大規模に植えられたところでは、横須賀市の衣笠公園がある。長野県では佐久市の園城寺、大阪府豊中市の東光院がミヤギノハギの名所で知られる。京都にも多く、中でも樫原廃寺跡、平安神宮の庭園、二尊院、鹿王院、光悦寺のミヤギノハギ、そして福知山市の養泉寺は白萩が有名である。奈良県にも平城宮址、白毫寺、唐招提寺、秋篠寺、明日香村の石舞台など多くの名所がある。滋賀県長浜市の神照寺には1500株の萩が植えられている。岡山県の倉敷美観地区にも倉敷川に沿って植えられている。